# NEFSS
NEFSS（英語: Next Evolution in Financial Services Systems、ねふす）は、2003年に日本アイ・ビー・エムが発表したJavaベースのオープン系勘定系システムパッケージ。

## 概要
正式名称は「次世代金融サービス・システム（NEFSS：Next Evolution in Financial Services Systems）」。
NEFSSはJava (J2EE) による「マルチプラットフォームなオープン系勘定系」。NEFSSは業務コンポーネントと銀行向けシステム基盤から構成され、預金など標準的な業務コンポーネントには米フィデリティ・インフォメーション・サービス (Fidelity Information Services, FIS) の勘定系パッケージ「Corebank」を提供、ユーザーは独自の業務コンポーネントをJavaで構築することも可能。両者を含めて「NEFSS/Corebank」とも記載される。 
NEFSSはWebSphere Application Serverなどのアプリケーションサーバがあれば、メインフレームのz/OS上や、UNIXのAIX上などでも稼働する。リレーショナルデータベースのDB2、メッセージングのMQなどを使用できる。

## 歴史
- 2003年10月 日本IBMがNEFSSを発表
- 2005年06月 米国IBMがNEFSSを、銀行向けの次世代勘定系システム構築ソリューション「IBMコア・システム・トランスフォーメーション」の中核製品と位置付ける

## 採用行
- 住信SBIネット銀行（2007年9月稼働[3]）
  - 2020年末に日本IBMとシステム更改に合意。2022年夏の新システム稼働を目指している。システム更改合意前は日立製作所のオープン勘定系システムへの切替を予定しており、NEFSSの採用邦銀がゼロになる可能性が高かった。[4]
- スルガ銀行（開発中断、スルガ銀行が日本IBMに損害賠償請求訴訟、2015年判決確定[5]）
- 東京スター銀行（開発中断）